# Вељки Бјел
Вељки Бјел (слч. Veľký Biel) насељено је мјесто са административним статусом сеоске општине (слч. obec) у округу Сењец, у Братиславском крају, Словачка Република.

## Становништво
| Година:    | 1994. | 2004.    | 2014.    | 2024.    |
| ---------- | ----- | -------- | -------- | -------- |
| Број људи: | 1998  | 2203     | 2427     | 3064     |
| Разлика:   |       | +10,26 % | +10,16 % | +26,24 % |

| Година:    | 2023. | 2024.   |
| ---------- | ----- | ------- |
| Број људи: | 3035  | 3064    |
| Разлика:   |       | +0,95 % |

Према подацима о броју становника из 2011. године насеље је имало 2.338 становника.